# Schwarzbach (Thüringen)
Schwarzbach is een gemeente in de Duitse deelstaat Thüringen, en maakt deel uit van de Landkreis Greiz. Met zeven andere gemeenten maakt Schwarzbach deel uit van de Verwaltungsgemeinschaft Münchenbernsdorf, een gemeentelijk samenwerkingsverband.
Schwarzbach telt 222 inwoners.